# Ted Lewis (Jazzmusiker)

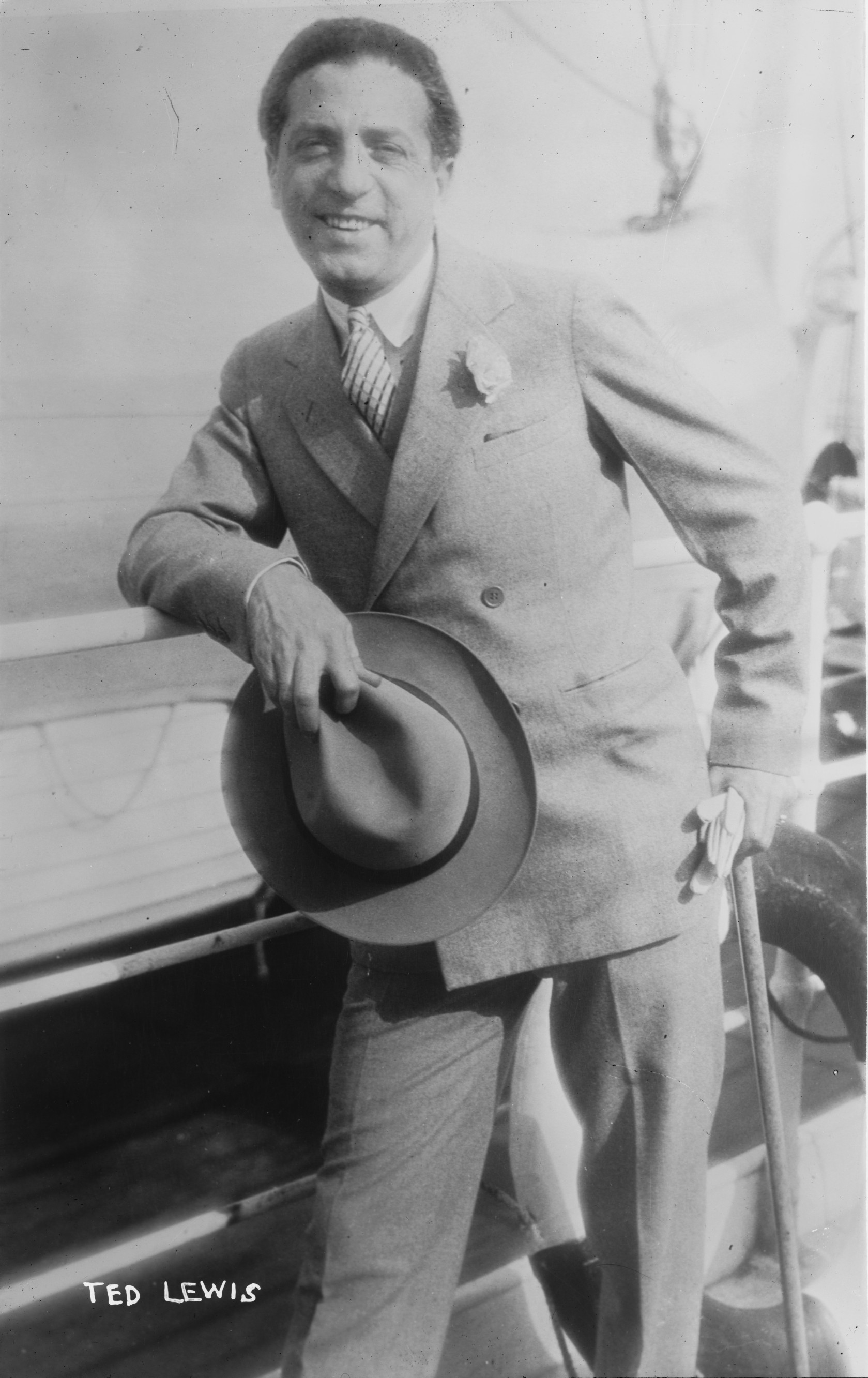
Ted Lewis 1920er oder Anfang der 1930er Jahre

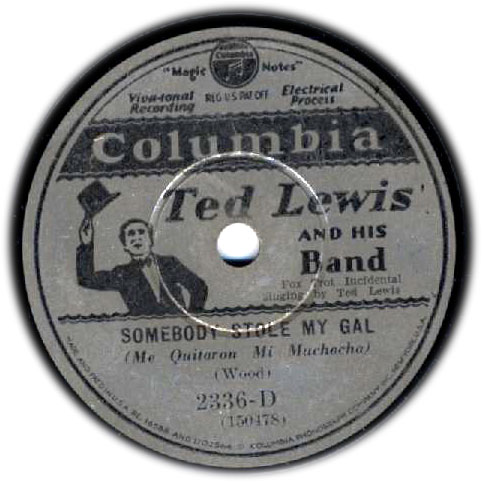
78er von Ted Lewis & His Orchestra: „Somebody Stole My Gal“, 14. Juni 1930, mit Muggsy Spanier und Jimmy Dorsey

Ted Lewis (* 6. Juni 1890 in Circleville, Ohio als Theodore Leopold Friedman; † 25. August 1971 in New York) war ein US-amerikanischer Sänger, Klarinettist, Entertainer und Big Bandleader im Bereich des Swing und der Populären Musik.

## Leben und Wirken
Theodore Leopold Friedman, der später unter dem Künstlernamen Ted Lewis bekannt wurde, war ein Entertainer, Bandleader, Sänger und Musiker, der mit einer Mischung aus Jazz, Vaudeville-Comedy und sentimentalen Melodien erfolgreich war; er trug auch den Beinamen „Mr. Entertainment“.

Lewis, der aus Ohio stammte, gehörte zu den ersten Musikern des Nordens der USA, die den New-Orleans-Jazz nachspielten, der in den zwanziger Jahren durch Musiker aus dem Süden nach New York kam. 1917 entstanden erste Plattenaufnahmen mit der Earl Fuller's Jass Band, die den Sound der Original Dixieland Jass Band nachempfanden. Sein Klarinettenspiel (der vom Victor Label mit der Bemerkung versehen wurde, „es klinge wie ein sterbender Hund“) war beeinflusst von den in New York gastierenden Musikern aus New Orleans, wie Larry Shields, Alcide Nunez und Achille Baquet.
Im Jahr 1919 gründete Ted Lewis seine eigene Band und bekam einen Plattenvertrag bei Columbia Records, die ihn als deren Antwort auf die Original Dixieland Jass Band vermarkteten, welche bei Victor Records unter Vertrag standen. Eine Zeit lang erhielt er (wie auch Paul Whiteman) von Columbia ein eigenes (Sub-)Label mit seinem Bild. Anfang der 1920er wurde er von vielen Menschen (ohne vertiefte Kenntnisse über die Musikszene) als einer der führenden Figuren des Hot Jazz angesehen. Lewis’ Klarinettenspiel entwickelte sich allerdings kaum über das musiktechnische Niveau dessen hinaus, welches er sich um das Jahr 1919 herum erarbeitet hatte; später orientierte sich sein Spiel zunehmend nach kommerziellen Erwartungshaltungen, und er engagierte dann Musiker wie Benny Goodman, Jimmy Dorsey und Don Murray, welche dann in seiner Band statt ihm die Klarinette spielten. Außerdem gehörten der Band später bekannte Musiker wie Muggsy Spanier oder George Brunis an. Ted Lewis’ Band genoss fast die gleiche Popularität wie die von Paul Whiteman, spielte aber teilweise weniger Vaudeville-Musik und mehr echte Jazztitel, und mit etwas weniger vordergründiger Imagepflege als Whiteman, beispielsweise verglichen mit dessen Aufnahmen Ende der 1920er Jahre (Tiger Rag, 1928). Nach Ablauf seines Kontraktes bei Columbia 1933 nahm Lewis von 1934 bis in die 1940er Jahre für Decca auf. Themensong war der von Lewis komponierte Titel When My Baby Smiles at Me.
Lewis’ Band spielte während der Zeit der Großen Depression in einem populären Stil, mit dem sie den Publikumsgeschmack genau trafen. Die Band erschien auch in frühen Tonfilmen, wie 1929 in der Warner-Brothers-Revue The Show of Shows. Einer aus mehreren Filmen dieser Phase trug den Titel von Lewis’ Eröffnungsphrase Is Everybody Happy?. Im Jahr 1935 trat die Band mit einigen Nummern in dem Musikfilm Here Comes the Band auf, 1937 in Manhattan Merry-Go-Round. 1941 wirkten sie gemeinsam mit den Andrews Sisters bei einigen Musik-Nummern bei der Abbott-und-Costello-Komödie Hold That Ghost mit. 1943 drehte Columbia Pictures eine kurze Filmbiografie von Lewis, wieder mit dem Titel Is Everybody Happy?, bei dem der Schauspieler Michael Duane den Bandleader spielte. In dem Musicalfilm Follow the Boys (1944) hatte der Künstler ebenfalls einen Auftritt.
Lewis konnte seine Band bis in die 1950er Jahre halten und trat danach bis in die 60er bei zahlreichen Fernsehshows und in Las Vegas auf. Wie bei seinen Vaudeville-Anfängen kombinierte er seine Darbietungen mit humoristischen und komödiantischen Einlagen und Tanz. Einer der wichtigsten Songs dieser Phase war Me and My Shadow, mit dem er über einen längeren Zeitraum hinweg seine Auftritte beendete. Bei diesem Song tanzte er auf der Bühne mit seinem eigenen, vom Scheinwerfer erzeugten Schatten. Im Alter von 79 Jahren gab er seine Abschiedsvorstellung im Desert Inn in Las Vegas. Nach seinem Tod 1971 in New York schufen Lewis’ Witwe und seine Freunde in seiner Heimatstadt Circleville (Ohio) ein seinem Andenken gewidmetes Ted Lewis Museum und einen Park.

## Bedeutung
Bruce Eder schrieb für die Musikdatenbank AllMusic, dass es aus heutiger Sicht und auf Grund der vorliegenden Aufnahmen unbegreiflich sei, dass Ted Lewis mit seiner Musik von Beginn der 1920er Jahre bis Mitte der 1930er Jahre einer der populärsten Musiker der Welt war und in einem Jahr Millionen von Schallplatten verkaufte. Noch schwerer sei es nachzuvollziehen, dass Lewis über fünfzig Jahre hinweg – von 1917 bis 1967 – im Musikgeschäft aktiv war und den Respekt vieler Jazzmusiker genoss, was einzigartig für den Leiter einer Tanzband war. In Erinnerung bleibt er jedenfalls vor allem für die maßgebliche, frühe Förderung weltbekannt gewordener Jazzmusiker wie Benny Goodman, Jack Teagarden, Muggsy Spanier, Jimmy Dorsey, Frank Teschemacher und George Brunies.
Die Autoren der Website RedHotJazz betrachten Lewis als einen wahren Jazz-Pionier; einer seiner besten Titel wäre Dip Your Brush In Sunshine gewesen, „und anhand seines Titels Dip Your Brush In Sunshine (grob übersetzt: „Tunk’ Deinen Pinsel In Sonnenschein“) versteht man sehr leicht, wieso er so populär war“ (Zitat: RedHotJazz).
Dieser Song, welcher anhand seines lebensbejahenden Selbstausdrucks gerade für die Zeit der Weltwirtschaftskrise genau den unwiderstehlichen Positivismus zur Überwindung der Krise transportierte, erklärt zumindest teilweise, wieso Lewis tatsächlich – das Genre des Jazz damit übergreifend – so außerordentlich populär wurde.